# Shigeru Umebayashi
Shigeru Umebayashi (jap. 梅林 茂, Umebayashi Shigeru; * 19. Februar 1951 in Kitakyūshū, Präfektur Fukuoka) ist ein japanischer Filmkomponist. Er komponierte Musik für über 40 Filme aus Japan und China und schuf insbesondere einige Soundtracks für Filme des Regisseurs Wong Kar-Wai.

## Leben
Umebayashi begann im Jahre 1985 mit seiner Tätigkeit als Filmkomponist. Zuvor war er Frontmann der japanischen New-Wave Rockband EX.
Außerhalb Asiens ist Umebayashi vor allem durch die Zusammenarbeit mit Wong Kar-Wai bei den Filmen In the Mood for Love (2001) und der Fortsetzung 2046 (2004) bekannt geworden. Der Song Lovers zum Film House of Flying Daggers wurde gesungen von der Sopranistin Kathleen Battle.

## Werke

### Filmografie (Auswahl)
- 1984: Itsuka darekaga korosareru
- 1985: Sorekara
- 1985: Tomo yo shizukani nemure
- 1986: Shinshi dōmei
- 1986: Sorobanzuku
- 1987: Kyofu-no yacchan
- 1988: Kanashi iro yanen
- 1990: Tekken
- 1990: Hong Kong Paradise
- 1991: Ōte
- 1991: Yumeji
- 1991: Akuyaku shōkai: Ōkami-tachi no jingi
- 1992: Yamai wa kikara: Byōin e ikō 2
- 1993: Nemuranai machi – Shinjuku same
- 1994: Izakaya yurei
- 1994: Yoi ko to asobō
- 1994: Tokarefu
- 1994: Kaze wa dotchi ni fuite iru? (Kurzfilm)
- 1995: Nan Jing de ji du
- 1995: Boxer Joe
- 1995: Kitanai yatsu
- 1995: Zero Woman: Keishi-chō 0-ka no Onna
- 1996: Shin gokudō kisha – Nigeuma densetsu
- 1996: Shin izakaya yurei
- 1996–1997: Futarikko (Fernsehserie, 150 Folgen)
- 1997: Watashitachi ga suki datta koto
- 1997: Ichigo domei
- 1997: Isana no umi
- 1998: Beru epokku
- 1998: Fuyajo
- 2000: In the Mood for Love (Fa yeung nin wa)
- 2000: Game Over – Gefährliche Spiele (Gong yuan 2000 AD)
- 2001: Hikari no ame
- 2001: Shōjo
- 2001: Huang xin jia qi
- 2001: Onmyoji
- 2002: Zhou Yus Zug
- 2003: Onmyoji 2
- 2003: Lian zhi feng jing
- 2004: House of Flying Daggers (Shí Miàn Mái Fú)
- 2004: 2046
- 2005: Miyabi: Yukio Mishima (Dokumentation)
- 2005: Hibi
- 2006: Fearless (Huo Yuan Jia)
- 2006: Night Head Genesis
- 2006: Mare nero
- 2006: The Triangle (Daisy)
- 2006: Der Fluch der goldenen Blume (Mǎn chéng jìn dài huáng jīn jiǎ)
- 2007: Hannibal Rising – Wie alles begann (Hannibal Rising)
- 2008: Blown Apart (Incendiary)
- 2008: A Simple Love Story
- 2008: Absurdistan
- 2008: The Real Shaolin (Dokumentation)
- 2008: Zhu meng (Dokumentation)
- 2008: Carlston za Ognjenku
- 2009: A Single Man
- 2011: Trishna
- 2013: The Grandmaster (Yī dài zōng shī)
- 2014: One Step Away
- 2015: La novia
- 2016: Crouching Tiger, Hidden Dragon: Sword of Destiny
- 2016: The Wasted Times
- 2017: God of War
- 2020: Duo guan
- 2021: Hero

### Videospiele
- 2020: Ghost of Tsushima

## Preise und Auszeichnungen
Ariel Awards, Mexico
- Bester Soundtrack: Días de gracia (2011) (gewonnen, 2012, gemeinsam mit Nick Cave, Warren Ellis, Atticus Ross, Claudia Sarne und Leopold Ross)

Asia-Pacific Film Festival
- Beste Musik: Yi dai zong shi (2013) (nominiert, 2014, gemeinsam mit Nathaniel Méchaly)

Asian Film Awards
- Bester Komponist: Yi dai zong shi (2013) (gewonnen, 2014, gemeinsam mit Nathaniel Méchaly)

Award of the Japanese Academy
- Bester Soundtrack: Onmyoji (nominiert, 2002)
- Bester Soundtrack: Sorekara (nominiert, 1986)
- Bester Soundtrack: Tomo yo shizukani nemure (nominiert, 1986)

Chicago Film Critics Association Awards
- Bester Soundtrack: Fa yeung nin wa (nominiert, gemeinsam mit Michael Galasso, 2001)

Golden Horse Film Festival
- Bester Soundtrack: 2046 (gewonnen, gemeinsam mit Peer Raben, 2005)

Hong Kong Film Awards
- Bester Soundtrack: Huang feihong zhi yingxiong you meng (nominiert, 2015)
- Bester Soundtrack: Yi dai zong shi (gewonnen, gemeinsam mit Nathaniel Méchaly, 2014)
- Bester Soundtrack: Man cheng jin dai huang jin jia (nominiert, 2006)
- Bester Soundtrack: 2046 (gewonnen, gemeinsam mit Peer Raben, 2005)

Mainichi Film Concours
- Bester Soundtrack: Izakaya yurei (gewonnen, 1995)
- Bester Soundtrack: lso for Tokarefu (nominiert, 1995)
- Bester Soundtrack: Sorekara (gewonnen, 1986)
- Bester Soundtrack: Tomo yo shizukani nemure (nominiert, 1986).

Yokohama Film Festival
- Bester Soundtrack: Tokarefu (gewonnen, 1995)
- Bester Soundtrack: Izakaya yurei (nominiert, 1995).
- Bester Soundtrack: Tekken (gewonnen, 1991)
- Bester Soundtrack: Sorekara (gewonnen, 1986)
- Bester Soundtrack: Tomo yo shizukani nemure (nominiert, 1985).